# Věznice Karviná
Věznice Karviná je věznice ve Fryštátu v Karviné v okrese Karviná. Geograficky se nachází v nížině Ostravská pánev a v Moravskoslezském kraji.

## Popis a historie věznice
Věznice Karviná byla postavena v letech 1915–1916, v době I. světové války. Její nejnovější historie začíná v dubnu 1997, kdy byli do věznice po řadě změn a oprav eskortováni první vězni. Věznice se původně profilovala jako vazební, v současné době zajišťuje výkon trestu odnětí svobody. Ve věznici vykonávají trest odsouzení zařazení do specializovaného oddělení pro výkon trestu odsouzených trvale pracovně nezařaditelných ve věznici se zvýšenou ostrahou, jehož součástí je oddělení pro imobilní odsouzené zařazené do typu věznice se zvýšenou ostrahou, a odsouzení zařazení do specializovaného oddělení pro výkon trestu osob s mentální retardací ve věznici se zvýšenou ostrahou.
Celkový počet zaměstnanců Věznice Karviná je 156, z toho 99 příslušníků a 57 občanských zaměstnanců. Ubytovací kapacita Věznice Karviná činí podle normy 179 míst. Největší cela ve věznici má čtyři lůžka, ložnice šest, avšak převažují dvoumístné cely. Pro odsouzené zařazené do typu věznice s dozorem jsou k dispozici dvě ubytovny. Jsou určeny pro odsouzené s vhodnou pracovní kvalifikací, kteří jsou pracovně zařazeni na pracovištích zajišťujících chod věznice. Jde o práce v kuchyni, v dílnách pro drobné opravy a výrobu, při úklidu, ve skladu a v dalších službách. Další odsouzení jsou v současné době pracovně zařazeni u několika soukromých firem.
Programy zacházení s vězni koncipovali speciální pracovníci podle individuálních zvláštností odsouzených. Obsahují v přiměřené míře specifické vzdělávací, zájmové, sportovní a speciálněvýchovné aktivity. Patří mezi ně zájmové kroužky (např. šachový, kondiční kulturistika, hudební a dramatická výchova), sportovní hry (florbal, malá kopaná), společenské stolní hry, akvaristika a po schválení vychovatelem i vlastní aktivity. V nabídce vzdělávacích programů je výuka jazyků či základů práce na počítači, psaní na stroji apod. Zaměstnanci oddělení výkonu trestu organizují dobrovolné pracovní aktivity, které se uskutečňují zejména pro neziskové organizace, jako jsou regionální domy dětí a mládeže a charitativní organizace – Armáda spásy, Slezská diakonie či Červený kříž. Pomáhají při údržbě a opravách, stěhují nábytek, pro domy dětí a mládeže připravovali stanovou základnu, malovali turistické centrum. Do věznice docházejí zástupci církví a náboženských společností, kteří ve spolupráci s vězeňským kaplanem zajišťují duchovenskou službu. Věznice spolupracuje s řadou organizací, které jsou zapojeny do zajišťování doplňkových aktivit programů zacházení či vzdělávání personálu apod.
Pro vybrané studenty regionálních středních, vyšších odborných a vysokých škol připravují zaměstnanci věznice stáže a exkurze, dělají přednášky a besedy pro žáky, studenty i pedagogy o delikvenci či prevenci kriminality a drog.